# Sam Snead
Samuel Jackson Snead, más conocido como Sam Snead (Ashwood, Virginia, Estados Unidos, 27 de mayo de 1912 - 23 de mayo de 2002), fue un golfista estadounidense que ostenta el récord de victorias en el circuito profesional estadounidense PGA Tour con 82, siendo igualado en este itém por Tiger Woods en 2019. Era apodado "Slammin' Sammy" por la potencia de sus golpes y su técnica perfecta. Su sobrino J. C. Snead también fue golfista profesional.
A lo largo de su carrera, consiguió siete títulos en majors, que lo ubican séptimo empatado, así como 30 top 5 y 48 top 10. Ganó el Masters de Augusta de 1949, 1952 y 1954, el Abierto Británico de 1946 y el Campeonato de la PGA de 1942, 1949 y 1951. Nunca pudo ganar el Abierto de los Estados Unidos, donde resultó segundo en 1937, 1947, 1949 y 1953.
Snead lideró la lista de ganancias del PGA Tour en 1938, 1949 y 1950. En la temporada 1950 ganó 11 torneos, la tercera mejor temporada de un golfista en la historia del circuito. Logró ocho triunfos en el PGA Tour de 1939, seis en 1941, 1945, 1946 y 1949, y cinco en 1937 y 1952.
Ostenta el récord de victorias en un mismo torneo del PGA Tour, con ocho en el Abierto de Greensboro entre 1938 y 1965, aunque Tiger Woods alcanzó dicha marca en dos torneos.
Como miembro de la selección estadounidense, disputó siete ediciones de la Copa Ryder, logrando 10 victorias en 13 enfrentamientos, y venció en la Copa Canadá de 1956, 1960, 1961 y 1962.
Snead continuó jugando profesionalmente como veterano, aún en torneos abiertos. Su victoria en el Abierto de Greensboro de 1965 a la edad de 52 años y 10 meses fue la del golfista de mayor edad en la historia del PGA Tour. Superó el corte en el Campeonato de la PGA de 1979, a la edad de 67 años y dos meses, lo que también es récord en majors. Ostenta el récord de victorias en el Campeonato de la PGA de Veteranos con seis entre 1964 y 1973, y triunfó en el Leyendas del Golf de 1978 y 1982.
En reconocimiento a su trayectoria, fue uno de los golfistas que realizaba el tiro de salida protocolar en el Masters de Augusta entre 1984 y 2001. Ingresó en el Salón de la Fama del Golf Mundial en la generación inaugural en 1974, y fue la tercera persona en recibir el Premio a la Trayectoria del PGA Tour en 1998.
Firmó con la marca de palos de golf Wilson en 1937 y colaboró con el desarrollo de sus productos para profesionales.